# Anii 1290
Secole: Secolul al XII-lea - Secolul al XIII-lea - Secolul al XIV-lea
Decenii: Anii 1240 Anii 1250 Anii 1260 Anii 1270 Anii 1280 - Anii 1290 - Anii 1300 Anii 1310 Anii 1320 Anii 1330 Anii 1340
Ani: 1290 1291 1292 1293 1294 1295 1296 1297 1298 1299